# Bart Picqueur
Bart Picqueur (Zele, 18 augustus 1972) is een Belgisch componist, muziekpedagoog, dirigent en klarinettist.

## Levensloop
Picqueur studeerde aan het Koninklijk Conservatorium te Gent waar hij de diploma's behaalde van meester in de muziek bij Dirk Brossé HaFa-directie (1996), Freddy Arteel klarinet (1997), alsook het aggregatiediploma. Verder studeerde hij twee jaar orkestdirectie bij Fabrice Bollon.
Als dirigent was/is hij werkzaam in de blaasmuziekwereld van onder meer de Musikalo Sint-Katherina-Lombeek (1996-2004), Jeugdharmonie van de Koninklijke Harmonie "St.-Cecilia", Zele (1990-) en de Koninklijke Stedelijke Harmonie Hulst te Hulst (2004-2010). Hij is medeoprichter en dirigent van de "WonderBrass AweFul PowerBand".
Als componist had hij groot succes met de musicals Devil’s Paradise (1997) en Jan Praet (2000). Als arrangeur bewerkt hij zowel klassieke alsook lichte muziek voor onder anderen Dirk Brossé, het Nationaal Orkest van België, voor het Remuze Festival, de Hasselt Proms en vele harmonie- en fanfareorkesten in België en Nederland. De compositie A Froghitters’ Fantasy, kaapte op de internationale compositiewedstrijd van het "Europees Muziekfestival voor de Jeugd" te Neerpelt de publieksprijs weg.

## Composities

### Werken voor harmonie- en fanfareorkest en brassband
- 2004 Symfonie nr. 0 - Phoenix ex cinere suo renascitur, voor harmonieorkest
  1. Fanfare voor Ra, god van de zon[1]
  2. Bij de bron - Lied en dans van de Phoenix
  3. Dood en wedergeboorte[2]
  4. Vlucht naar Heliopolis - plechtigheid voor Ra[3]
- 2004 Puitenkloppersfantasie, voor harmonieorkest
- 2005 A Froghitters’ Fantasy, voor harmonie- en fanfareorkest
- 2007 Clowns and Acrobats - a little Circus fantasy, voor harmonie- en fanfareorkest
- 2007 De Bello Gallico, voor harmonie- en fanfareorkest en brassband
  1. Battlefield[4]
  2. Ritual[5]
  3. Victory... as it seems[6]
- 2008 Danzas Del Infierno (Dances from Hell), voor harmonieorkest
  1. The devil’s dance hall
  2. The devil’s tango
  3. Intermezzo
  4. The devil’s waltz
  5. The devil's Can Can
- 2017 Sinfonietta #1, voor harmonieorkest

### Muziektheater

#### Musicals
| Voltooid in | Titel            | Uitvoeringen | Première | Libretto | Verdere liedteksten | Choreografie |
| ----------- | ---------------- | ------------ | -------- | -------- | ------------------- | ------------ |
| 1997        | Devil’s Paradise |              |          |          |                     |              |
| 2000        | Jan Praet        |              |          |          |                     |              |

### Filmmuziek
- 1998 Zolang er scheepsbouwers zingen documentatie van Jan Vromman